# Podochilus
Podochilus Blume, 1825 è un genere di piante appartenente alla famiglia delle Orchidacee (sottofamiglia Epidendroideae). È il genere tipo della tribù Podochileae.

## Descrizione
Sono orchidee epifite e litofite, piccole e piuttosto delicate, con foglie alternate, inguainanti il fusto, e infiorescenze poco appariscenti, composte da piccoli fiori resupinati, di colore dal bianco al verde, spesso con striature porpora; il labello è intero o trilobato; il gimnostemio è corto e ricurvo verso l'alto; le antere sono erette con estremità acuminata; il polline è aggregato in 4 pollinii cerosi, sorretti 1 o 2 caudicole, adese a un singolo viscidio.

## Distribuzione e habitat
Il genere ha un areale tropicale che si estende dal subcontinente indiano attraverso il sudest asiatico sino alla Cina sud-orientale, spingendosi a sud e a est attraverso l'Indonesia, le Filippine, la Nuova Guinea e l'Australia (Queensland settentrionale) sino all'arcipelago di Bismarck e alle Isole Salomone.

## Tassonomia
Il genere comprende le seguenti specie:
- Podochilus anguinus Schltr.
- Podochilus appendiculatus J.J.Sm.
- Podochilus auriculigerus Schltr.
- Podochilus australiensis (F.M.Bailey) Schltr.
- Podochilus banaensis Ormerod
- Podochilus bancanus J.J.Sm.
- Podochilus bicaudatus Schltr.
- Podochilus bilabiatus J.J.Sm.
- Podochilus bilobulatus Schltr.
- Podochilus cucullatus J.J.Sm.
- Podochilus cultratus Lindl.
- Podochilus cumingii Schltr.
- Podochilus densiflorus Blume
- Podochilus falcatus Lindl.
- Podochilus falcipetalus Schltr.
- Podochilus filiformis Schltr.
- Podochilus forficuloides J.J.Sm.
- Podochilus gracilis (Blume) Lindl.
- Podochilus hellwigii Schltr.
- Podochilus hystricinus Ames
- Podochilus imitans Schltr.
- Podochilus intermedius J.J.Sm.
- Podochilus intricatus Ames
- Podochilus khasianus Hook.f.
- Podochilus klossii Ormerod
- Podochilus lamii J.J.Sm.
- Podochilus lancilabris Schltr.
- Podochilus lobatipetalus J.J.Sm.
- Podochilus longilabris Ames
- Podochilus lucescens Blume
- Podochilus malabaricus Wight
- Podochilus marsupialis Schuit.
- Podochilus mentawaiensis J.J.Sm.
- Podochilus microphyllus Lindl.
- Podochilus minahassae Schltr.
- Podochilus muricatus (Teijsm. & Binn.) Schltr.
- Podochilus obovatipetalus J.J.Sm.
- Podochilus oxyphyllus Schltr.
- Podochilus oxystophylloides Ormerod
- Podochilus pachyrhizus Schltr.
- Podochilus plumosus Ames
- Podochilus polytrichoides Schltr.
- Podochilus ramosii Ames
- Podochilus rhombeus J.J.Sm.
- Podochilus rhombipetalus J.J.Sm.
- Podochilus rotundipetala Aver. & Vuong
- Podochilus saxatilis Lindl.
- Podochilus scalpelliformis Blume
- Podochilus schistantherus Schltr.
- Podochilus sciuroides Rchb.f.
- Podochilus serpyllifolius (Blume) Lindl.
- Podochilus similis Blume
- Podochilus smithianus Schltr.
- Podochilus spathulatus J.J.Sm.
- Podochilus steinii J.J.Sm.
- Podochilus strictus Ames
- Podochilus sumatranus Schltr.
- Podochilus sumatrensis Ridl.
- Podochilus tenuis (Blume) Lindl.
- Podochilus tmesipteris Schltr.
- Podochilus trichocarpus Schltr.
- Podochilus truncatus J.J.Sm.
- Podochilus truongtamii Aver. & Vuong
- Podochilus warianus Schltr.
- Podochilus warnagalensis Wijew., Priyad., Arang., Atthan., Samar. & Kumar